# Adrien Parvilliers
Adrien Parvilliers, sinh năm 1619 tại Amiens, và mất năm 1678 tại Hesdin, là một linh mục Dòng Tên người Pháp.
Là thừa sai ở Palestine, Parvilliers đã dạy mười năm văn học Ả Rập ở Damascus.

## Bài viết
- Sự hiến dâng tiền định, hoặc chặng đàn Jerusalem để sử dụng như cuộc phỏng vấn về tình yêu của Chúa Giêsu Kitô, Chúa chúng ta, Đấng bị đóng đinh, Toulouse, Hénault Augustine, 1810. Được trang hoàng với bản khắc của J. Raynaud.